# Itambaracá
Itambaracá ist ein brasilianisches Munizip im Norden des Bundesstaats Paraná. Es hat 5.908 Einwohner (2022), die sich Itambaracaenser nennen. Seine Fläche beträgt 207 km². Es liegt 403 Meter über dem Meeresspiegel.

## Etymologie
Der Ort wurde zunächst Patrimônio de Jaborandi genannt. Wegen der Namensgleichheit mit einem Ort im Staat São Paulo bekam er 1943 den heutigen Namen. 
Itambaracá kommt aus dem Tupi und bedeutet Stein der fließenden Wasser.

## Geschichte

### Besiedlung
Die Gründung des Patrimoniums Itambaracá ging von der Prefeitura Municipal von Jacarezinho aus. Der Siedlungskern wurde 1922 gegründet. Er umfasste ein Grundstück von 35 Alqueires (84 Hektar) am Ufer des Córrego Jaborandi.
Die Kolonisierung und Besiedlung des neuen Patrimoniums begann, als Entdecker und Abenteurer verschiedener Herkunft die Gegend durchquerten. Sie waren von der Üppigkeit und Fruchtbarkeit des Landes beeindruckt, das sich hervorragend für die Entwicklung von Ackerbau und Viehzucht eignete und mit unermesslichen Waldreserven ausgestattet war, in denen wertvolle Harthölzer im Überfluss wuchsen.
Dieses Wissen verbreitete sich vor allem in den bereits kolonisierten Regionen und zog Familien an, die zunächst mit dem Interesse an Subsistenzwirtschaft hierher zogen. Zu dieser Zeit machte der Nachbarort Andirá noch schnellere Fortschritte, so dass der Ort 1935 Andirá als Distrikt zugeordnet wurde.

### Erhebung zum Munizip
Itambaracá wurde durch das Staatsgesetz Nr. 32 vom 7. Februar 1955 aus Andirá ausgegliedert und in den Rang eines Munizips erhoben. Es wurde am 30. November 1955 als Munizip installiert.

## Geografie

### Fläche und Lage
Itambaracá liegt auf dem Terceiro Planalto Paranaense (der Dritten oder Guarapuava-Hochebene von Paraná). Seine Fläche beträgt 207 km². Es liegt auf einer Höhe von 403 Metern.

### Geologie und Böden
Die Böden bestehen aus lehmigen Terra-Roxa-Böden basaltischen Ursprungs mit großer Fruchtbarkeit.

### Vegetation
Das Biom von Itambaracá ist Mata Atlântica.

### Klima
In Itambaracá herrscht tropisches Klima. Die meisten Monate im Jahr sind durch Niederschläge gekennzeichnet. Auf das Gesamtklima im Jahr haben die wenigen trockenen Monate nur wenig Einfluss. Die Klimaklassifikation nach Köppen und Geiger lautet Am. Im Jahresdurchschnitt liegt die Temperatur bei 22,5 °C. Innerhalb eines Jahres gibt es 1398 mm Niederschlag.

### Gewässer
Itambaracá liegt am Paranapanema, der das Munizip im Norden begrenzt. Die südwestliche Grenze des Munizips bildet der Rio das Cinzas.

### Straßen
Itambaracá ist über die PR-436 mit Bandeirantes im Süden verbunden. Diese führt nach Norden zur Paranapanema-Fähre, die die Verbindung mit Assis im Staat São Paulo herstellt. 

### Nachbarmunizipien
|               | Cândido Mota (SP)                           |        |
| Santa Mariana | Kompassrose, die auf Nachbargemeinden zeigt | Andirá |
|               | Bandeirantes                                |        |

## Stadtverwaltung
Bürgermeister: Mônica Cristina Zambon Holzmann, PSL (2021–2024)
Vizebürgermeister: Marcus Vinicius de Andrade, PSL (2021–2024)

## Demografie

### Bevölkerungsentwicklung
| Jahr | Einwohner | Stadt | Land |
| ---- | --------- | ----- | ---- |
| 1960 | 11.079    | 13 %  | 87 % |
| 1970 | 11.618    | 21 %  | 79 % |
| 1980 | 8.655     | 40 %  | 60 % |
| 1991 | 9.717     | 62 %  | 38 % |
| 2000 | 7.090     | 75 %  | 25 % |
| 2010 | 6.759     | 75 %  | 25 % |
| 2022 | 5.908     |       |      |

Quelle: IBGE (2011) und Volkszählung 2022

### Ethnische Zusammensetzung
| Gruppe * | 1991    | 2000    | 2010    | wer sich als …                                                                   |
| --- | ------- | ------- | ------- | -------------------------------------------------------------------------------- |
| Weiße | 73,6 %  | 64,7 %  | 66,6 %  | weiß bezeichnet                                                                  |
| Schwarze | 3,9 %   | 4,0 %   | 3,0 %   | schwarz bezeichnet                                                               |
| Gelbe | 2,2 %   | 2,4 %   | 1,1 %   | von fernöstlicher Herkunft wie japanisch, chinesisch, koreanisch etc. bezeichnet |
| Braune | 20,3 %  | 28,4 %  | 29,2 %  | braun oder als Mischung aus mehreren Gruppen bezeichnet                          |
| Indigene | 0,0 %   | 0,1 %   | 0,1 %   | Ureinwohner oder Indio bezeichnet                                                |
| ohne Angabe | 0,0 %   | 0,4 %   | 0,0 %   |                                                                                  |
| Gesamt | 100,0 % | 100,0 % | 100,0 % |                                                                                  |
| *) Das IBGE verwendet für Volkszählungen ausschließlich diese fünf Gruppen. Es verzichtet bewusst auf Erläuterungen. Die Zugehörigkeit wird vom Einwohner selbst festgelegt. |         |         |         |                                                                                  |

Quelle: IBGE (Stand: 1991, 2000 und 2010)